# Famille Lanskoï
 (décembre 2024).
Si vous disposez d'ouvrages ou d'articles de référence ou si vous connaissez des sites web de qualité traitant du thème abordé ici, merci de compléter l'article en donnant les références utiles à sa vérifiabilité et en les liant à la section « Notes et références ».

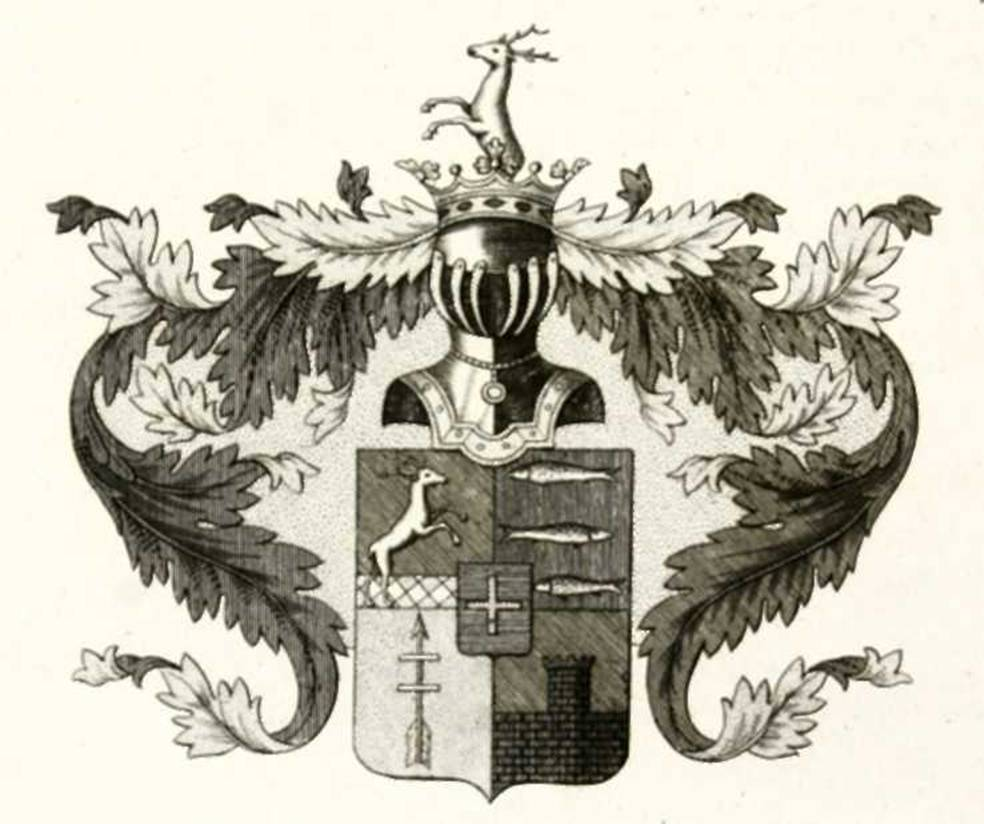
Armoiries de la famille Lanskoï.

La famille Lanskoï (en alphabet cyrillique : Ланской) ou Lanskoy, selon l'orthographe utilisée par ses membres résidant en France, est une famille de la noblesse russe, probablement issue de la famille germano-balte von Lanschleesberg.

## Historique
La famille von Lanschleesberg s'installe au XVIe siècle[réf. nécessaire] sur le territoire de l'État polono-lituanien, sur des terres annexées par la Russie à la fin du XVIIIe siècle.  
Elle doit son ascension sociale au favori de Catherine II, Alexandre Lanskoï.

## Personnalités
- Vassili Sergueïevitch Lanskoï (1754-1831) est un homme politique russe ; président du Conseil provisoire du duché de Varsovie de 1813 à 1815 (période de l'occupation du duché par la Russie), puis du Conseil provisoire du royaume de Pologne (juin-décembre 1815) ; considéré à ce titre comme le premier vice-roi (namiestnik) du royaume de Pologne ; ministre de l'Intérieur de Russie du 29 août 1823 au 19 avril 1828[2].
- Pavel Sergueïevitch Lanskoï (1757-1832), est un militaire russe ; au cours des guerres napoléoniennes, il fut l'un des commandants de l'armée russe ; major-général, membre du Conseil militaire du Ministère de la Guerre (1814) ; Conseiller privé.
- Alexandre Dimitrievitch Lanskoï (1758-1784) est un militaire russe ; chambellan, il fut l'un des favoris de Catherine II de Russie[3].
- Sergueï Nikolaïevitch Lanskoï (1774-1814) est un militaire russe ; au cours des guerres napoléoniennes, il fut l'un des commandants de l'armée russe ; lieutenant-général de hussards, il prit part aux batailles d'Austerlitz, de la Bérézina, de Katsbakh ; il fut mortellement blessé à la bataille de Craonne le 7 mars 1814.
- Pierre Lanskoï (1799-1877) est un général russe, notamment pendant la guerre de Crimée.

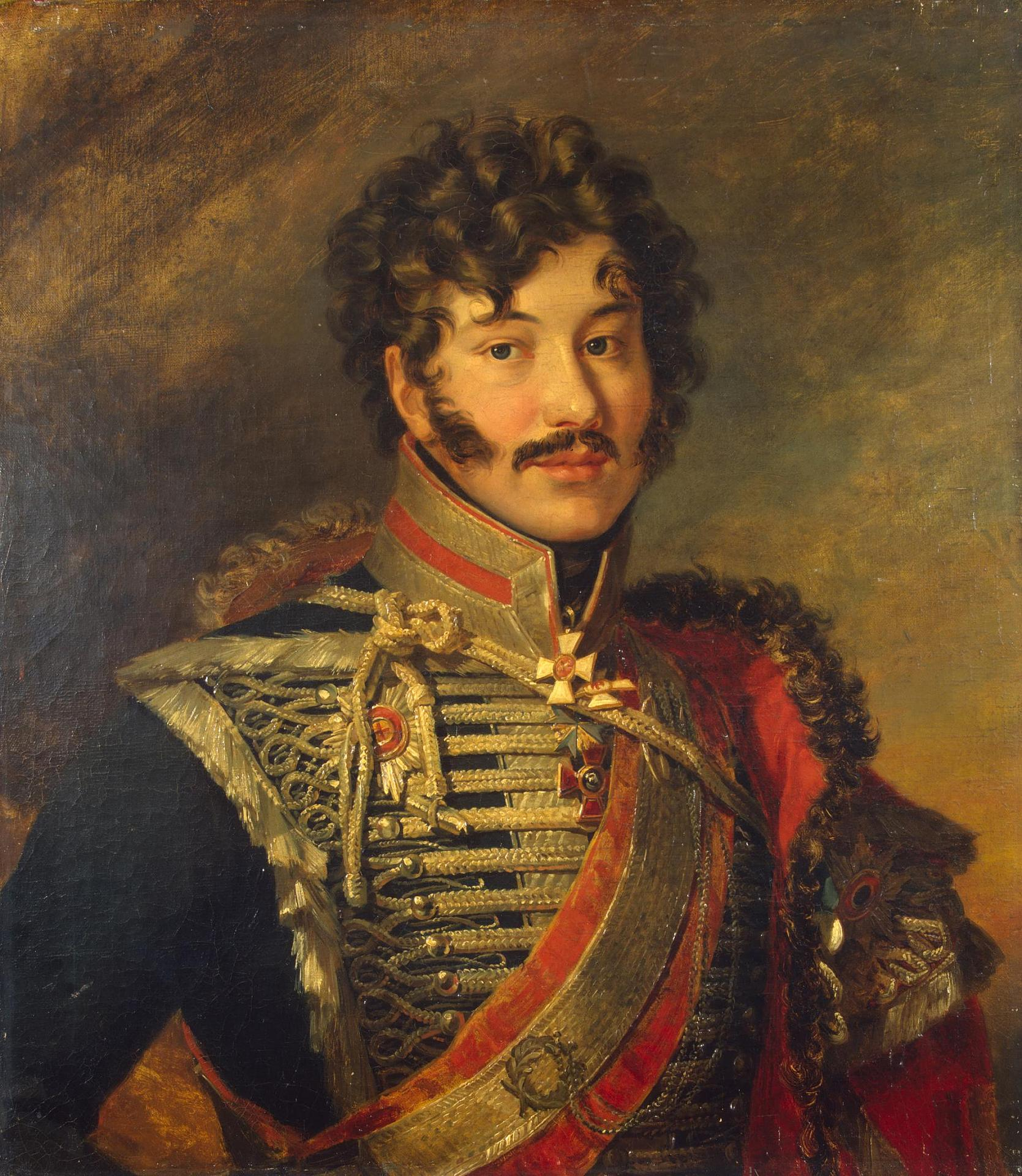
Le lieutenant-général Sergueï Nikolaïevitch Lanskoï

- Sergueï Stepanovitch Lanskoï (1855-1861) est un homme politique russe ; ministre de l'Intérieur du 20 août 1855 au 23 avril 1861.
- Andreï Mikhaïlovitch Lanskoï, dit André Lanskoy (1902-1976), est un peintre russe de l'École de Paris.
- La Princesse de Lanskoy, protectrice du poète et homme de lettres Stanislas de Guaita (1861-1897)